# Clara Rugaard-Larsen
Clara Rugaard-Larsen (født 5. december 1997 i Hellerup) er en dansk skuespiller og sanger. Hun har medvirket i Min søsters børn i Afrika fra 2013 og indsunget både den danske introsang samt engelsk version af Violettas sange (sæson 2-3) til tv-serien Violetta på Disney Channel. Hun har også medvirket i musicalen Annie. Rugaard-Larsen har indsunget danske sange til karakteren Vaiana, i Disneyfilmen Vaiana fra 2017. Hun har også medvirket i The Lodge og i Violetta: The Scoop på Disney Channel. I 2019 medvirkede hun i Netflix filmen I Am Mother med Hillary Swank og Teen Spirit med Elle Fanning.

## Filmografi

### Film
| År   | Titel                     | Rolle    | Noter           |
| ---- | ------------------------- | -------- | --------------- |
| 2013 | Min søsters børn i Afrika | Julie    |                 |
| 2017 | Good Favour               | Shosanna |                 |
| 2018 | Teen Spirit               | Roxy     |                 |
| 2019 | I Am Mother               | Daughter |                 |
| 2020 | Press Play                |          | post-production |

### Fjernsyn
| År   | Titel              | Rolle          | Noter                                            |
| ---- | ------------------ | -------------- | ------------------------------------------------ |
| 2013 | Violetta           | Violetta       | Engelsk sangstemme (sæson 2-3) + dansk introsang |
| 2014 | Pokémon-serien: XY | Serena         |                                                  |
| 2016 | The Lodge          | Ana            |                                                  |
| 2017 | Still Star-Crossed | Juliet Capulet |                                                  |